# Rohrau (Niederösterreich)
Rohrau ist eine Marktgemeinde mit 1666 Einwohnern (Stand 1. Jänner 2025) im Bezirk Bruck an der Leitha in Niederösterreich.
Rohrau ist der Geburtsort der österreichischen Komponisten Joseph Haydn und seiner Brüder Johann Evangelist Haydn und Michael Haydn.

## Geografie

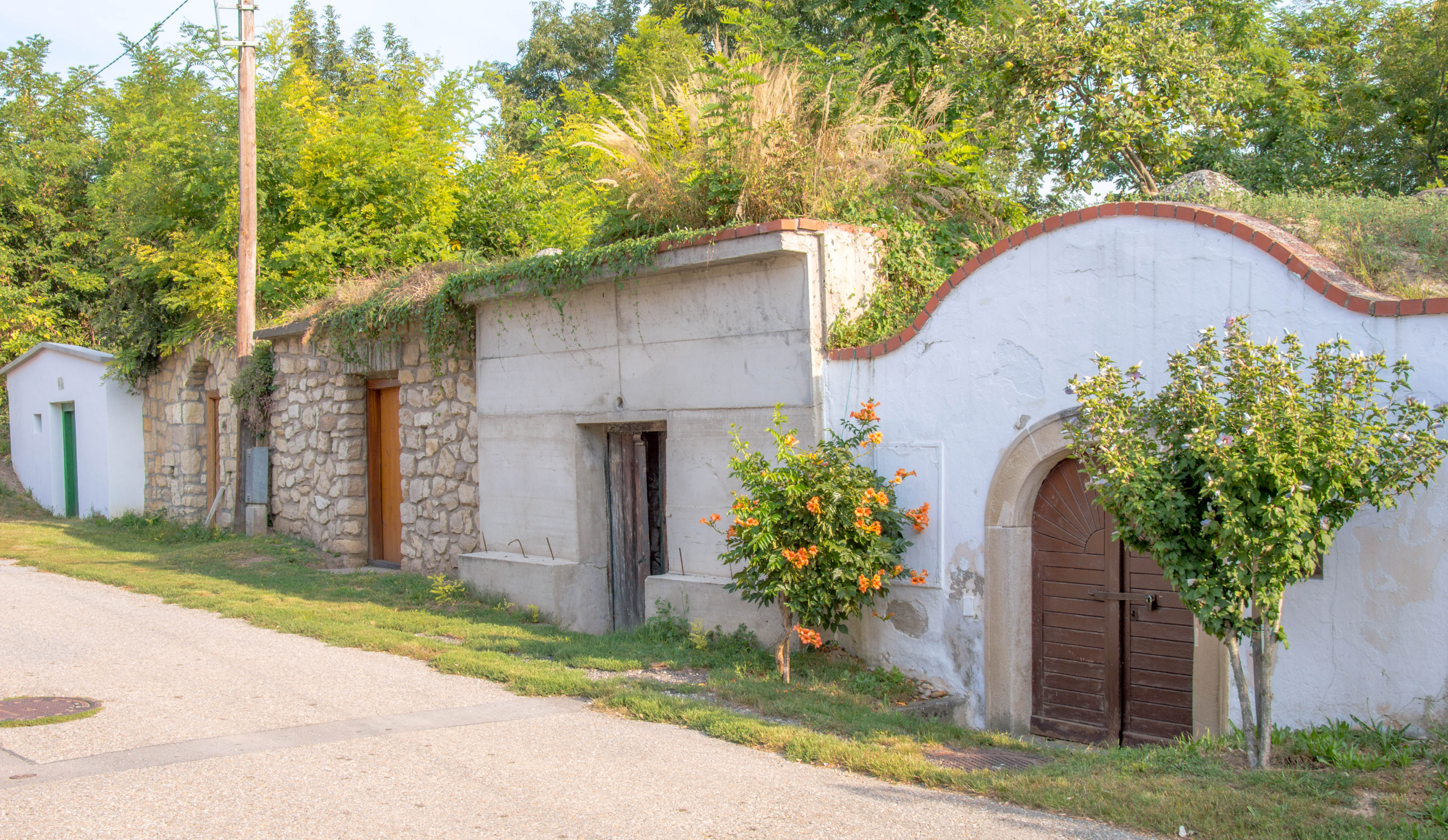
Kellergasse in Pachfurth

Rohrau liegt im Industrieviertel in Niederösterreich. Das wichtigste Gewässer ist die Leitha, deren ursprünglicher Verlauf die Südgrenze bildet. Die Fläche der Gemeinde umfasst 20,51 Quadratkilometer. Davon sind 76 Prozent landwirtschaftliche Nutzfläche und 9 Prozent sind bewaldet.

### Gemeindegliederung
| Katastralgemeinden                                                | Ortschaften in der Gemeinde                            |
| ----------------------------------------------------------------- | ------------------------------------------------------ |
| Gerhaus (3,12 km²) Hollern (6,03 km²) Pachfurth (5,55 km²) Rohrau | Gerhaus (D) · Hollern (D) · Pachfurth (D) · Rohrau (M) |
| Legende                                                           |                                                        |

| In der Spalte Katastralgemeinden sind sämtliche Katastralgemeinden einer Gemeinde angeführt. In der Klammer ist die jeweilige Fläche in km² angegeben. |
| In der Spalte Ortschaften sind sämtliche von der Statistik Austria erfassten Siedlungen, die auch eine eigene Ortschaftskennziffer aufweisen, angeführt. In der Hierarchieebene derselben Spalte, rechts eingerückt, werden nur Ansiedlungen, die mindestens aus mehreren Häusern bestehen, dargestellt. Die wichtigsten der verwendeten Abkürzungen sind: - M = Hauptort der Gemeinde - Stt = Stadtteil - R = Rotte - W = Weiler - D = Dorf - ZH = Zerstreute Häuser - Sdlg = Siedlung - Hgr = Häusergruppe - E = Einzelgehöft (nur wenn sie eine eigene Ortschaftskennziffer haben) Die komplette Liste der Statistik Austria ist in: Topographische Siedlungskennzeichnung nach STAT Zu beachten ist, dass manche Orte unterschiedliche Schreibweisen haben können. So können sich Katastralgemeinden anders schreiben als gleichnamige Ortschaften bzw. Gemeinden. Quelle: Statistik Austria – Liste für Niederösterreich (PDF) |

Das Gemeindegebiet umfasst folgende vier Ortschaften und Katastralgemeinden (in Klammern Einwohner Stand 1. Jänner 2025):
- Gerhaus (254)
- Hollern (222)
- Pachfurth (695)
- Rohrau (495)

Mit 1. Jänner 1971 wurde im Rahmen der Niederösterreichischen Kommunalstrukturverbesserung die bis dahin selbständige Gemeinde Gerhaus nach Rohrau eingemeindet, mit 1. Jänner 1972 folgten dann noch die ebenfalls selbständigen Gemeinden Hollern und Pachfurth.

### Nachbargemeinden
| Scharndorf          | Petronell-Carnuntum                         | Bad Deutsch-Altenburg |
| Höflein             | Kompassrose, die auf Nachbargemeinden zeigt | Prellenkirchen        |
| Bruck an der Leitha | Bruckneudorf (Burgenland)                   | Parndorf (Burgenland) |

## Geschichte
Rohrau liegt in nächster Nachbarschaft zum historischen Carnuntum, einem in der Antike wichtigen römischen Legionslager (heute Gemeinde Petronell/Carnuntum) an einer Verbindungsstraße (heute B211) zwischen den Befestigungen Legionslager Carnuntum und Schloss Prugg (Bruck an der Leitha, das auf eine römische Anlage zurückgeht und der nächstmögliche Flussübergang mit Brücke über die Leitha war). Rohrau war immer schon Durchzugsort.
Im 13. Jahrhundert existierte eine Rohrauer Linie des Hauses Liechtenstein, die im Vorläufer des örtlichen Schloss Rohrau residierte.

### Einwohnerentwicklung
Die Zunahme der Bevölkerungszahl seit 1991 erfolgt trotz negativer Geburtenbilanz, da die Zuwanderung sehr groß ist.
| Rohrau: Einwohnerzahlen von 1869 bis 2025           | Rohrau: Einwohnerzahlen von 1869 bis 2025 | Rohrau: Einwohnerzahlen von 1869 bis 2025 | Rohrau: Einwohnerzahlen von 1869 bis 2025 | Rohrau: Einwohnerzahlen von 1869 bis 2025 |
| --------------------------------------------------- | ----------------------------------------- | ----------------------------------------- | ----------------------------------------- | ----------------------------------------- |
| Jahr                                                |                                           |                                           |                                           | Einwohner                                 |
| 1869                                                | 1869                                      |                                           | 1.396                                     | 1.396                                     |
| 1880                                                | 1880                                      |                                           | 1.466                                     | 1.466                                     |
| 1890                                                | 1890                                      |                                           | 1.393                                     | 1.393                                     |
| 1900                                                | 1900                                      |                                           | 1.517                                     | 1.517                                     |
| 1910                                                | 1910                                      |                                           | 1.548                                     | 1.548                                     |
| 1923                                                | 1923                                      |                                           | 1.514                                     | 1.514                                     |
| 1934                                                | 1934                                      |                                           | 1.515                                     | 1.515                                     |
| 1939                                                | 1939                                      |                                           | 1.602                                     | 1.602                                     |
| 1951                                                | 1951                                      |                                           | 1.631                                     | 1.631                                     |
| 1961                                                | 1961                                      |                                           | 1.358                                     | 1.358                                     |
| 1971                                                | 1971                                      |                                           | 1.341                                     | 1.341                                     |
| 1981                                                | 1981                                      |                                           | 1.258                                     | 1.258                                     |
| 1991                                                | 1991                                      |                                           | 1.224                                     | 1.224                                     |
| 2001                                                | 2001                                      |                                           | 1.455                                     | 1.455                                     |
| 2011                                                | 2011                                      |                                           | 1.544                                     | 1.544                                     |
| 2021                                                | 2021                                      |                                           | 1.660                                     | 1.660                                     |
| 2025                                                | 2025                                      |                                           | 1.666                                     | 1.666                                     |
| Quelle(n): Statistik Austria, Gebietsstand 1.1.2021 |                                           |                                           |                                           |                                           |

## Kultur und Sehenswürdigkeiten

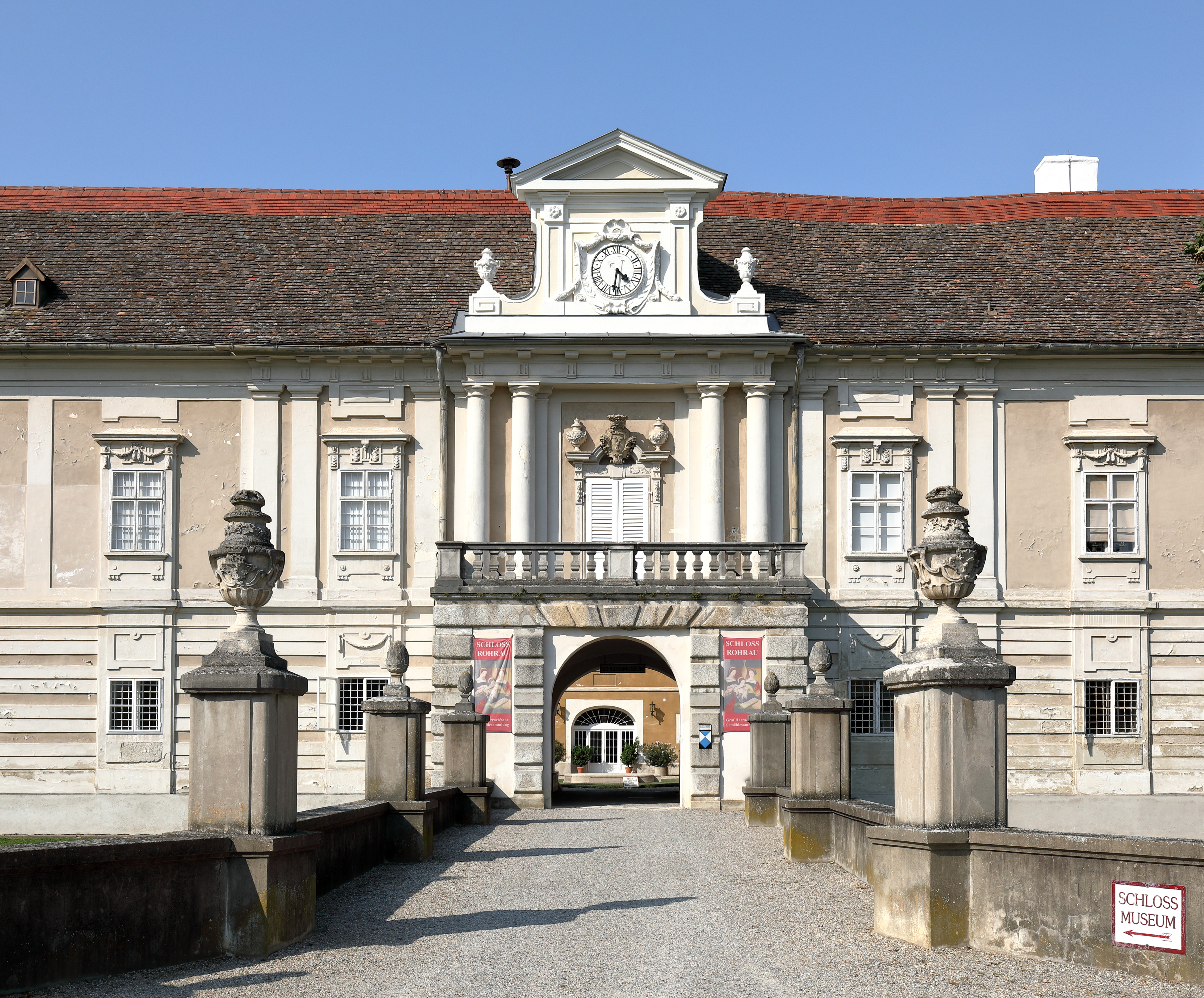
Schloss Rohrau

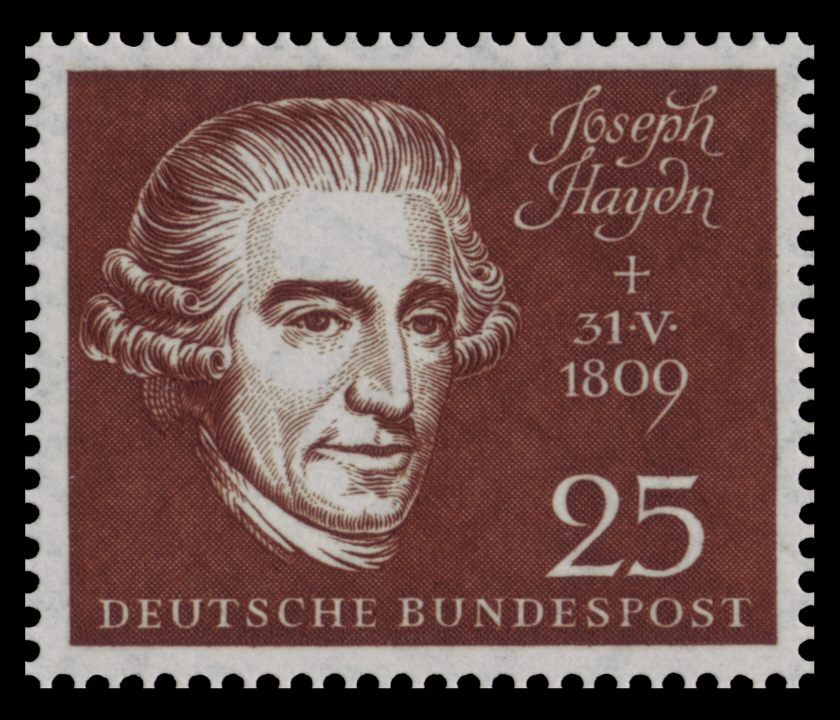
Briefmarke zum 150. Todestag von Joseph Haydn

- Haydn-Geburtshaus: Das strohgedeckte Bauernhaus ist seit 1959 als Joseph-Haydn-Gedenkstätte und Haydn-Museum der Öffentlichkeit zugänglich; es befindet sich unweit von Schloss Rohrau.
- Schloss Rohrau: spätbarockes Schloss. Die Fassade des Schlosses ist eines der wenigen Beispiele des schlichten „josephinischen“ Stils, der unter Kaiser Joseph II. vorherrschte. Zu vergleichen ist die Fassade mit der des alten AKH Wien und dem Josephinum (Wien). Das Schloss Rohrau selbst geht auf eine zweiteilige mittelalterliche Wasserburg zurück, deren Anlage noch im Grundriss und in den Resten des Wassergrabens zu sehen ist. Von den Türmen der Burg besteht sichtbar nur noch einer in der Nordecke des Eingangshofes, dieser ist aber nicht zugänglich.
- Graf Harrachsche Gemäldegalerie: Im Schloss Rohrau ist die größte Privatsammlung Österreichs von Malerei des 17. und 18. Jahrhunderts zu sehen.
- Katholische Pfarrkirche Rohrau hl. Vitus mit Haydn-Orgel und dem Grabmal der Eltern der Haydns. Die Pfarrkirche und der umgebende Friedhof bilden zusammen mit der Kapelle am Friedhofseingang, dem schmiedeeisernen barocken Friedhofstor und den eindrucksvollen Kastanienbäumen, die das Kirchengelände umsäumen, ein wunderschönes Ensemble.
- Katholische Pfarrkirche Hollern hl. Helena
- Katholische Pfarrkirche Pachfurth Hll. Rochus und Rosalia
- Stephanie-Harrach-Platz: Plakette zu Ehren der Namensgeberin, Mariensäule mit einer knienden Mariendarstellung in Gebetshaltung
- Ältestes Haydn-Denkmal der Welt vor dem Gemeindeamt Rohrau. Ursprünglich stand es auf der sogenannten Haydn-Insel im Garten des Schlosses, die heute nicht mehr besteht.

### Regelmäßige Veranstaltungen
- Haydn-Tage: Jährlich finden im Frühsommer (Juni) die Haydn-Tage auf Schloss Rohrau statt.

## Wirtschaft und Infrastruktur
Nichtlandwirtschaftliche Arbeitsstätten gab es im Jahr 2001 47, land- und forstwirtschaftliche Betriebe nach der Erhebung 1999 74. Die Zahl der Erwerbstätigen am Wohnort betrug nach der Volkszählung 2001 633. Die Erwerbsquote lag 2001 bei 45,29 Prozent.

### Bildung
In Rohrau befindet sich ein Kindergarten und eine Volksschule.

## Politik

### Gemeinderat
Der Gemeinderat hat 19 Mitglieder.
- Nach den Gemeinderatswahlen in Niederösterreich 1990 hatte der Gemeinderat folgende Verteilung: 12 ÖVP und 7 SPÖ.
- Nach den Gemeinderatswahlen in Niederösterreich 1995 hatte der Gemeinderat folgende Verteilung: 12 ÖVP, 6 SPÖ und 1 FPÖ.[8]
- Nach den Gemeinderatswahlen in Niederösterreich 2000 hatte der Gemeinderat folgende Verteilung: 13 ÖVP, 4 SPÖ und 2 FPÖ.[9]
- Nach den Gemeinderatswahlen in Niederösterreich 2005 hatte der Gemeinderat folgende Verteilung: 14 ÖVP und 5 SPÖ.[10]
- Nach den Gemeinderatswahlen in Niederösterreich 2010 hatte der Gemeinderat folgende Verteilung: 14 ÖVP, 4 SPÖ und 1 FPÖ.[11]
- Nach den Gemeinderatswahlen in Niederösterreich 2015 hatte der Gemeinderat folgende Verteilung: 14 ÖVP und 5 SPÖ.[12]
- Nach den Gemeinderatswahlen in Niederösterreich 2020 hatte der Gemeinderat folgende Verteilung: 15 ÖVP und 4 SPÖ.[13]
- Nach den Gemeinderatswahlen in Niederösterreich 2025 hat der Gemeinderat folgende Verteilung: 12 ÖVP, 4 SPÖ und 3 FPÖ.[14]

### Bürgermeister
- 1987–1999 Stefan Pennauer
- 2000–2022 Herbert Speckl (ÖVP)
- seit 2022 Albert Mayer (ÖVP)[15][16]

### Gemeindepartnerschaften
- seit 1976 Gärtringen, Ort namens Rohrau in beiden Gemeinden.[17]

## Persönlichkeiten

### Söhne und Töchter der Gemeinde
- Karl von Harrach (1570–1628), Berater Kaiser Ferdinands II.
- Joseph Haydn (1732–1809), Komponist
- Michael Haydn (1737–1806), Komponist, Bruder von Joseph Haydn
- Johann Herbsthofer (1866–1932), Politiker
- Josef Raser (1887–1966), Politiker
- Hellmuth Bodenteich (1921–2014), Maler und Grafiker

### Personen mit Bezug zur Gemeinde
- Andrew Molles (1907–1975), US-amerikanischer Maler (Informel), hatte sich in Rohrau niedergelassen, verstorben in Rohrau

### Ehrenbürger der Gemeinde
- 1959 Karl Pelnöcker (1919–2002), Architekt
- Stefan Pennauer († 2021), Bürgermeister von Rohrau 1987–1999[18]

## Historische Landkarten

Rohrau in der Landesaufnahme um 1873
Rohrau und Hollern (unten links) und seine nördliche Umgebung
Gerhaus an der Leitha